# مايك مكلور
مايك مكلور (بالإنجليزية: Mike McClure)‏ هو مغن مؤلف ومنتج أسطوانات أمريكي، ولد في 6 يوليو 1971.

## وصلات خارجية
- مايك مكلور على موقع ميوزك برينز (الإنجليزية)
- مايك مكلور على موقع ديسكوغز (الإنجليزية)